# Bayou L’Ourse
Bayou L'Ourse – jednostka osadnicza w Stanach Zjednoczonych, w stanie Luizjana, w parafii Assumption.